# Elinor Sneshell
Elinor Sneshell (fl. 1593) is bekend als chirurgijn uit Engeland. Zij was actief tijdens het bewind van Elizabeth I van Engeland.
Het beroep chirurgijn werd door heel weinig vrouwen uitgeoefend. In het boek "In de Returns of Strangers in the Metropolis" van de hugenotengemeenschap uit 1593, wordt verwezen naar Elinor Sneshell. Zij werd beschreven als een weduwe uit Valenciennes die al 26 jaar in Londen woonde. De enige andere bekende vrouwelijke chirurgijn uit die tijd is Elizabeth Moultthorne, afkomstig uit Antwerpen. 